# Новая Иолча
Новая Иолча (бел. Новая Ёлча) — деревня в Новоиолченском сельсовете Брагинского района Гомельской области Беларуси.

## География

### Расположение
В 41 км на юго-восток от Брагина, 2 км от железнодорожной станции Иолча (на линии Чернигов—Овруч), 170 км от Гомеля.

## Транспортная сеть
Рядом автодорога Комарин — Брагин.
Планировка состоит из прямолинейной улицы, ориентированной с юго-запада на северо-восток, к которой с севера под прямым углом присоединяется прямолинейная улица, пересекаемая железной дорогой. Застройка деревянными домами усадебного типа.

## История
Известна с XIX века как село в Речицком повете Минской губернии. В 1850 году владение Прозора. В 1885 году в усадьбе Иолча действовали винокурня, паточный завод и паровая мельница. Центр Иолчанской волости, в состав которой в 1890 году входило 36 населённых пунктов. В 1897 году функционировали народное училище, хлебозапасный магазин, лавка, трактир.
С 8 декабря 1926 года центр Иолчанского, с 29 октября 1964 года Новоиолчанского сельсовета Комаринского, с 25 декабря 1962 года Брагинского районов Гомельской (с 26 июля 1930 года) округа, с 20 февраля 1938 года Полесской, с 8 января 1954 года Гомельской областей.
В 1920-х годах начали действовать школа и кооператив. В 1930 году организован колхоз «Серп и молот», работала ветряная мельница. Во время Великой Отечественной войны фашисты в 1942 году убили 17 жителей (похоронены в могиле жертв фашизма на юго-восточной окраине), а в сентябре 1943 года частично сожгли деревню. В ночь на 23 сентября 1943 года части 15-го стрелкового корпуса 13-й армии Центрального фронта освободили деревню. В 1959 году в составе совхоза «Красное» (центр — деревня Красное). Работали комбинат бытового обслуживания, лесничество, начальная школа, клуб, библиотека, амбулатория, отделение связи, магазин.
В состав Новоиолченского сельсовета в 1962 году входила в настоящее время не существующая деревня Прудовица.

## Население

### Численность
- 1850 год — 82 двора, 221 житель
- 1885 год —333 жителя
- 1897 год — 85 дворов, 526 жителей (согласно переписи)
- 1908 год — 97 дворов, 549 жителей
- 1959 год — 578 жителей (согласно переписи)
- 2004 год — 78 хозяйств, 119 жителей
- 2006 год — 76 хозяйств, 113 жителей (до 16 лет — 3 чел., в трудоспособном возрасте — 37 чел., в пожилом возрасте — 73 чел.)

| График не отображается по техническим причинам. Чтобы исправить это, воспроизведите график в новом формате, если это возможно. |